# Júlio César da Silva e Souza
Júlio César da Silva e Souza (Itaguaí, 26 februari 1980) is een Braziliaans voetballer die in 2016 bij FC Goa in India speelt. Hij speelde eerder bij Fluminense FC (tot 2002), Lokomotiv Moscow (2002/03), Estrela Amadora (2003/04), Gil Vicente (2004/05), AEK Athene (2005/08), Rapid Boekarest (2008/09), Gaziantepspor (2009/11), Figueirense FC (2011/12), Coritiba (2013/14) en Ceará (2015).